# Hands Across the Sea in '76
Hands Across the Sea in '76 è un cortometraggio muto del 1911 diretto da Lawrence B. McGill qui al suo esordio nella regia. Una parata cronologica degli eventi e delle battaglie della Rivoluzione americana.
È il quarto film della carriera di Guy Oliver, un attore che girerà 219 film, ritirandosi nel 1931, poco prima della morte avvenuta nel 1932. La protagonista è Dorothy Gibson, un'attrice conosciuta per le sue doti brillanti. Qui si cimenta in un ruolo drammatico. Pochi mesi dopo, nell'aprile 1912, l'attrice sarà tra i superstiti del naufragio del Titanic.

## Produzione
Il film fu prodotto dall'Eclair American.

## Distribuzione
Distribuito dalla Motion Picture Distributors and Sales Company, il film - un cortometraggio in due bobine - uscì nelle sale cinematografiche statunitensi il 21 novembre 1911.